# Escatalens

Escatalens este o comună în departamentul Tarn-et-Garonne din sudul Franței. În 2009 avea o populație de 1.062 de locuitori.

## Evoluția populației
| An        | 1975 | 1982 | 1990 | 1999 | 2006 | 2009  |
| --------- | ---- | ---- | ---- | ---- | ---- | ----- |
| Populație | 592  | 623  | 691  | 689  | 935  | 1.062 |

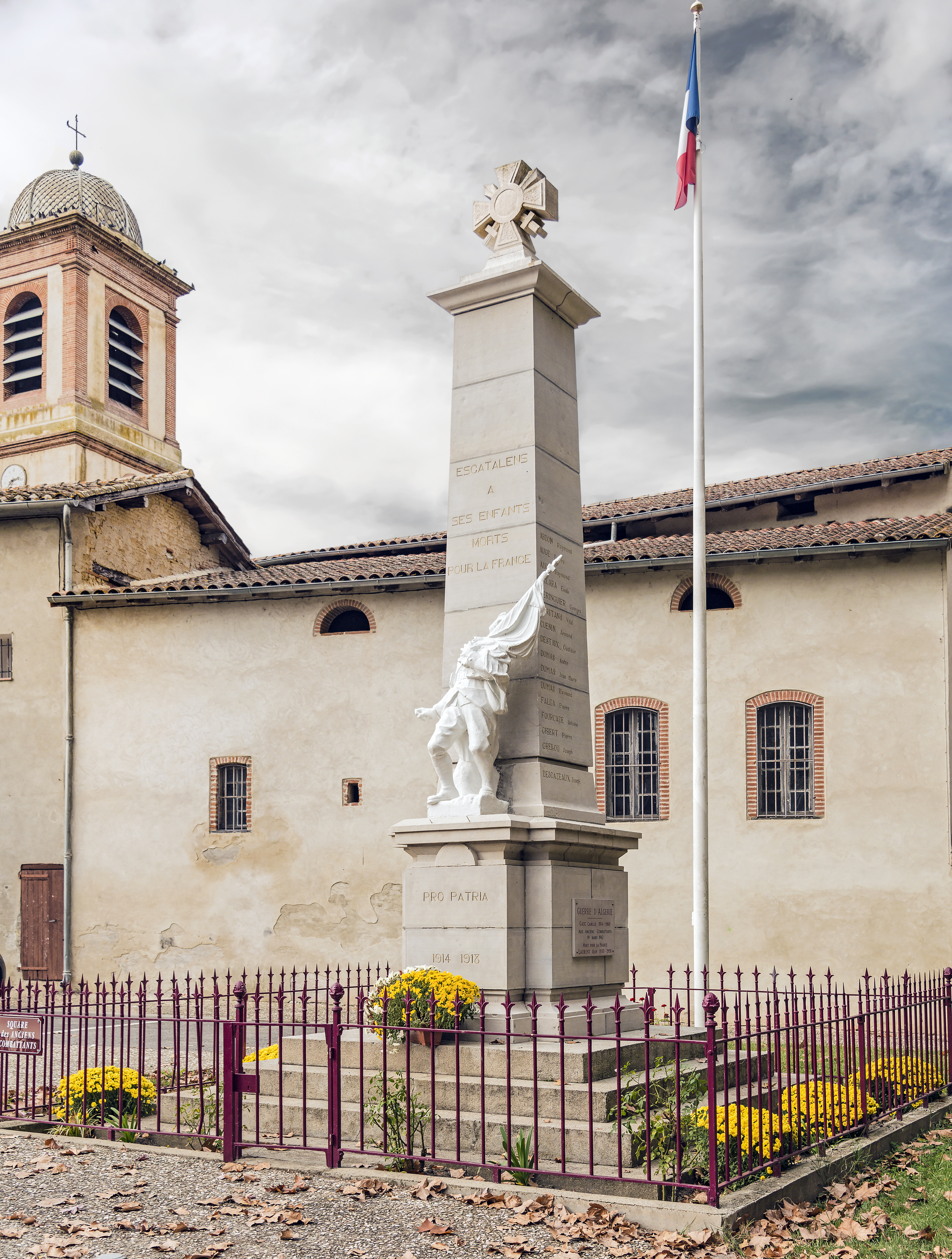
Memorialul de război
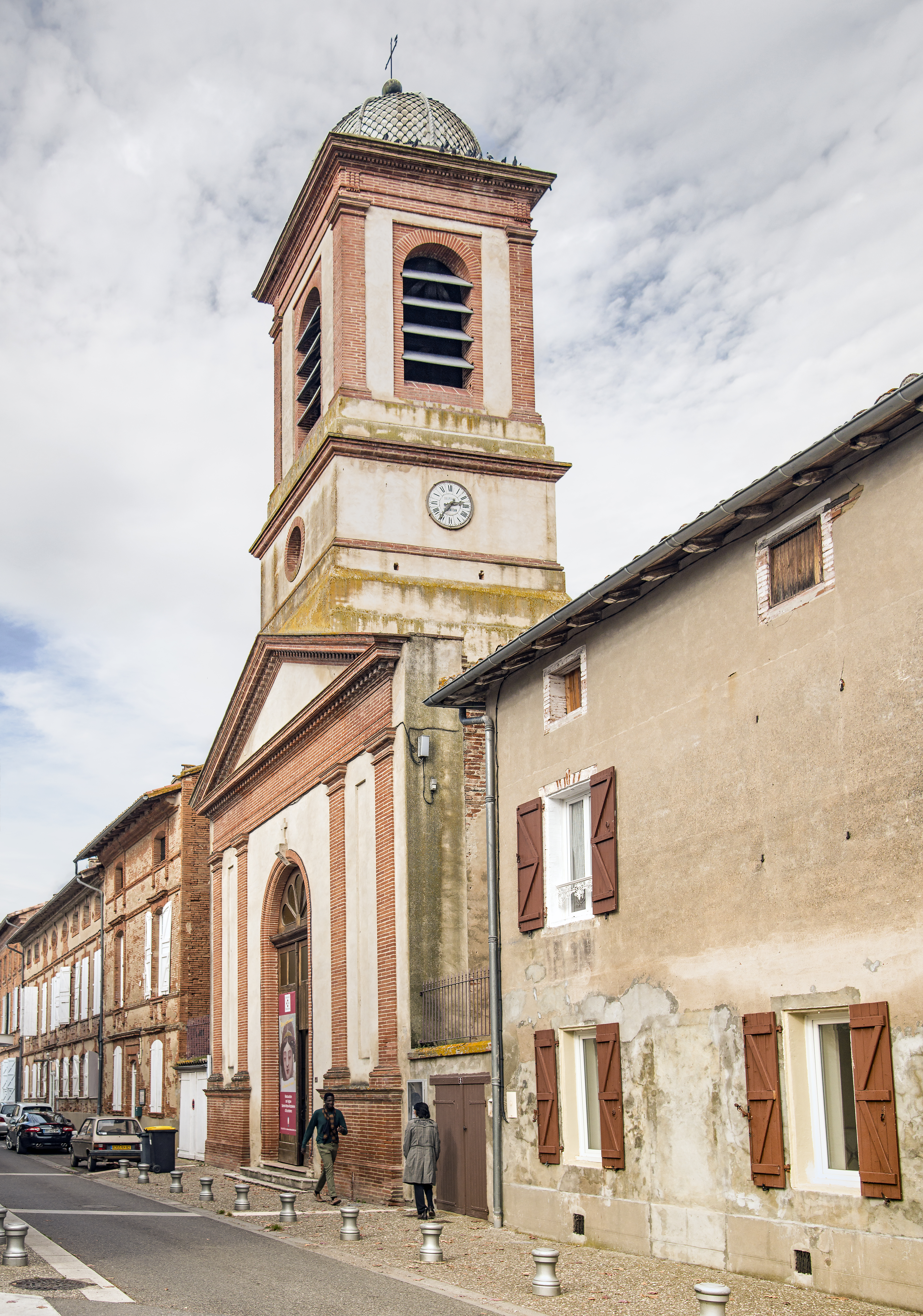
Biserica
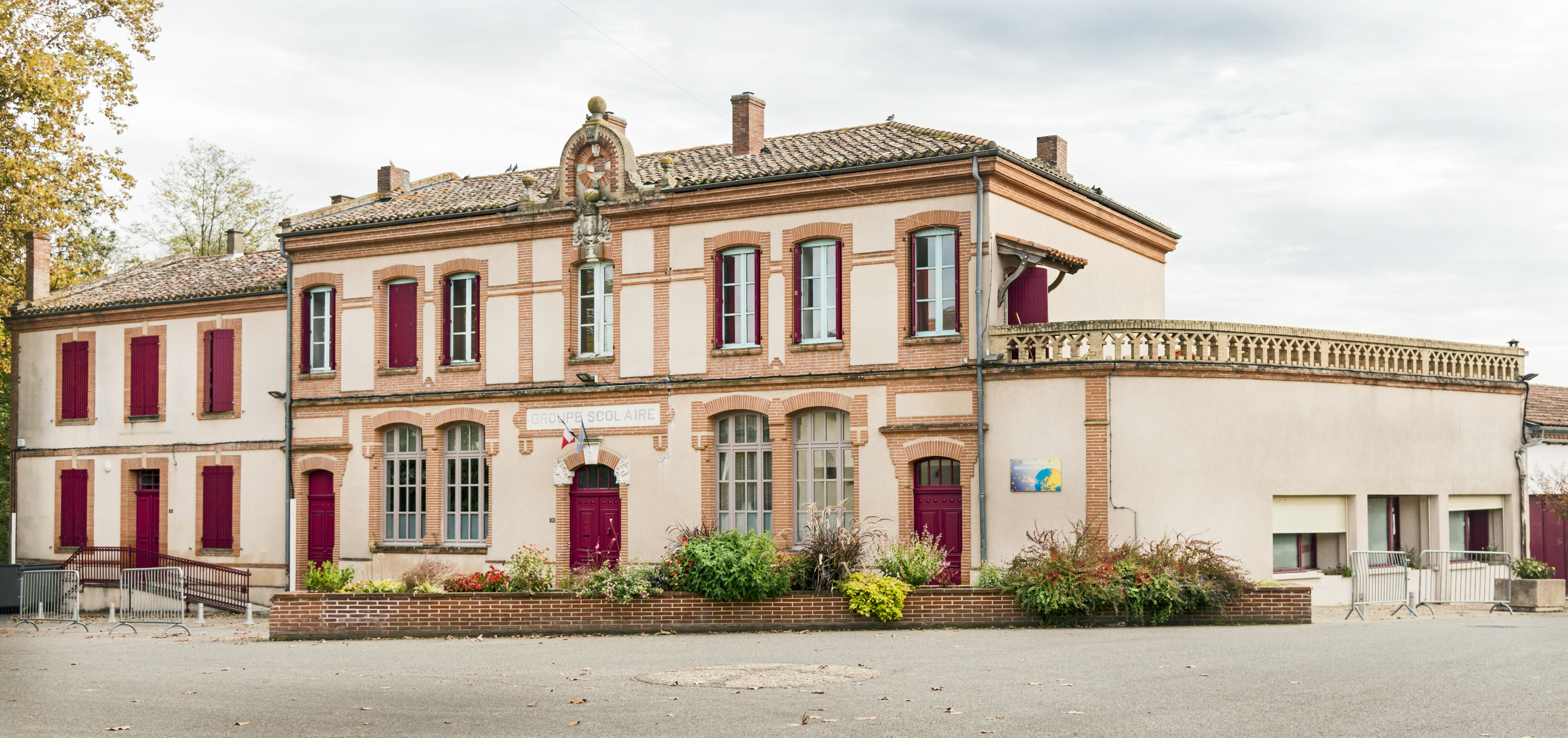
Școala 'Antoine de Saint-Exupéry'